# Hymenasplenium
Genre
Hymenasplenium est un genre de fougères appartenant à la famille des Aspleniaceae que l'on trouve surtout en Chine et au Japon.

## Quelques espèces
- Hymenasplenium basiscopicum
- Hymenasplenium cardiophyllum
- Hymenasplenium cheilosorum
- Hymenasplenium delitescens
- Hymenasplenium hoffmannii
- Hymenasplenium ikenoi
- Hymenasplenium laetum
- Hymenasplenium obtusifolium
- Hymenasplenium ortegae
- Hymenasplenium purpurascens
- Hymenasplenium repandulum
- Hymenasplenium riparium
- Hymenasplenium triquetrum
- Hymenasplenium unilaterale (espèce type)
- Hymenasplenium volubile